# Yasunari Hiraoka
Yasunari Hiraoka (平岡 靖成 Hiraoka Yasunari?), född 13 mars 1972 i Tochigi prefektur, är en japansk före detta fotbollsspelare.
Hiraoka började sin karriär 1994 i Otsuka Pharmaceutical. Efter Otsuka Pharmaceutical spelade han för Kyoto Purple Sanga, Oita Trinita, Nagoya Grampus Eight och Omiya Ardija. Han avslutade karriären 2007.